# Francesco Campogalliani
Francesco Campogalliani (* 3. März 1870 in Ostellato; † 15. Januar 1931 in Mantua) war ein italienischer Dramatiker, Schauspieler und Puppenspieler.

## Leben

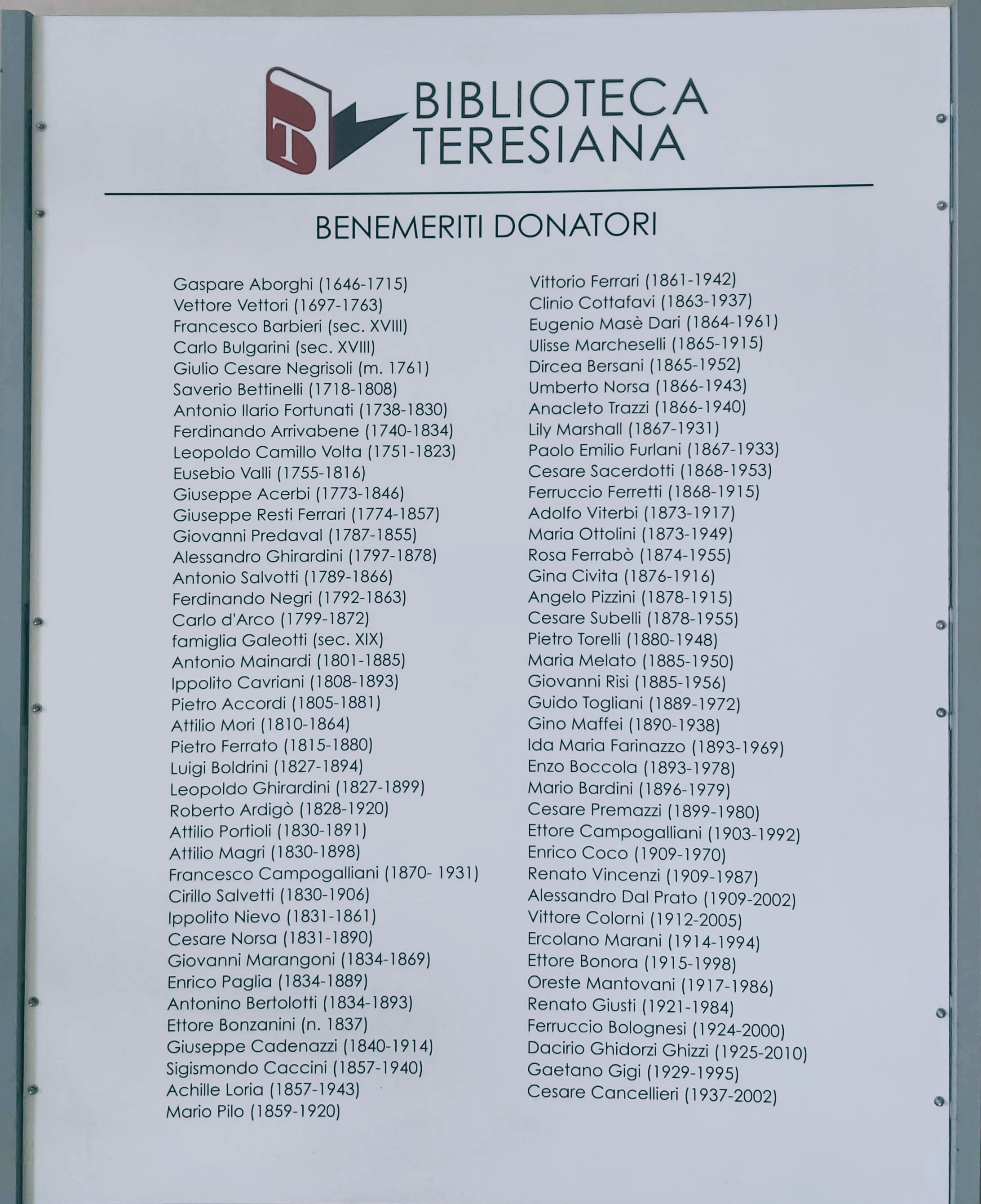
Francesco Campogalliani gehört zu den Stiftern der Biblioteca Teresiana in Mantua

Er war der berühmteste und letzte aus einer Puppenspielerdynastie Burattini aus Modena, die von Luigi Rimini, einem konvertierten Juden, der Ende des 18. Jahrhunderts bei seiner Taufe den Familiennamen Campogalliani annahm, gegründet wurde.
Francesco hatte das Verdienst, das Puppentheater zu reformieren, es in die großen Theater zu bringen und mit einer Professionalität und Strenge zu präsentieren, die Improvisation verachtete und den Grundstein für eine solide Puppenspielkultur legte. Es wird ihm nachgesagt, dass er das Publikum mit schnellen Veränderungen seiner Stimme überraschte und in der Lage war, eine lebhafte Unterhaltung zwischen sechs, sieben, acht Charakteren zu führen, wobei er jeden einzelnen durch Tonfall, Klangfarbe und Aussprache charakterisierte.
Zwischen dem Ende des 19. Jahrhunderts und den 1920er Jahren machte er Kunst des Puppenspiels im ganzen Land zu einer echten künstlerischen Ausdrucksform. Er schrieb Drehbücher für das Puppentheater, die von der Commedia dell’arte inspiriert waren, führte aber auch das dramatische Repertoire auf. Seine Familie war mit einer anderen historischen Puppenspielerdymastie, den Preti aus Modena, verwandt. Einige seiner Puppen werden heute im Museo Teatrale alla Scala in Mailand aufbewahrt.
Campogalliani schrieb auch Sonette in mantuanischer, venezianischer und bolognesischer Dialekt. Zusammen mit Francesco Carli schrieb er die Komödie Chi da nualtar la taca miga (1930) in mantuanischem Dialekt.
Francesco war der Vater des Komponisten, Musikers und Musiklehrers Ettore Campogalliani, der Bruder des Filmregisseurs Carlo Campogalliani und der Großvater der Schauspielerin Francesca Campogalliani. 1946 gründete Ettore Campogalliani die Accademia Teatrale Francesco Campogalliani und widmete sie seinem Vater. Die Accademia war und ist ein Ensemble von Laienschauspielern, die im Laufe der Jahrzehnte so hervorragende Erfolge hatten, dass sie mit den besten professionellen Ensembles verglichen werden können.

## Werke
- Chi da noaltar la taca migha. Heimische Komödie, sensa mignognole in tri at. La Regin d’la Fera. Comedia in tri at, Mantova. ed. Segna, 1931; Theaterstück in mantuanischem Dialekt von Francesco Campogalliani und Francesco Carli.
- Ben tornade rondanine..., Mantua, Tre lune, 1998; Sammlung von neun Gedichten in mantuanischem Dialekt und sieben weiteren in bolognesischem und romagnolischem Dialekt.
- Teresa Buelloni, Il canzoniere mantovano, Präsentation eines Gedichtes von Francesco Campogalliani, Mantua, Tipografia La Stampa, 1929. Gedichte in der Volkssprache.